# Glypta fulvipes
Glypta fulvipes là một loài tò vò trong họ Ichneumonidae.